# Rataje (Boêmia do Sul)
Rataje é uma comuna checa localizada na região da Boêmia do Sul, distrito de Tábor.